# Terremoto de Kingston de 1907
El terremoto de Kingston de 1907 que sacudió la capital de la isla de Jamaica con una magnitud de 6,2 en la escala de magnitud de momento el 14 de enero de 1907 a las 15:36 hora local, es descrito por el Servicio Geológico de los Estados Unidos como uno de los terremotos registrados más mortíferos del mundo en la historia. Todos los edificios de Kingston resultaron dañados por el terremoto y los incendios posteriores, que duraron tres horas antes de que se pudiera hacer ningún esfuerzo para controlarlos, lo que culminó con la muerte de unas 1.000 personas y causó daños materiales por aproximadamente 30 millones de dólares. Poco después, se reportó un tsunami en la costa norte de Jamaica, con una altura máxima de ola de unos 2 metros.

## Entorno tectónico
Jamaica se encuentra dentro de una zona compleja de fallas que forma el límite entre la Microplaca de la Guanaba y la Placa del Caribe. Al este de la isla, la falla principal es la zona de falla de Enriquillo-Plantain Garden, mientras que al oeste, la estructura principal es la zona de falla de Walton, ambas fallas de deslizamiento sinistral importantes. La transferencia del desplazamiento del límite de placa entre estas principales zonas de fallas tiene lugar en una serie de fallas de tendencia noroeste-sureste, como el Wagwater Belt. El entorno tectónico general es uno de transpresión en esta curva de restricción en el límite de la placa.

## Daños
El mayor daño ocurrió en Kingston y en bahía de Buff y la bahía de Annotto en la costa norte. El ochenta y cinco por ciento de los edificios en Kingston fueron destruidos por el temblor, que fue seguido por un incendio que destruyó partes de los distritos de negocios y almacenes. El vapor de pasajeros Elder-Dempster Port Kingston, que estaba en reparación en el puerto de Kingston en ese momento, fue amenazado por un incendio en el muelle cercano. Una rápida reparación temporal permitió que la trasladaran a la seguridad de un muelle ferroviario no afectado. Un puente colgante fue destruido en Puerto María.

## Características

### Terremoto
El choque principal duró unos 35 segundos después de algunos temblores iniciales menores y estuvo acompañado por un rugido. La intensidad de la sacudida creció rápidamente hasta un primer y más fuerte clímax. Luego, la intensidad disminuyó antes de alcanzar nuevamente un segundo clímax más débil. Se registraron ochenta réplicas hasta el 5 de febrero, mientras que la más fuerte de todas se registró el 23 de febrero.
El epicentro del terremoto no está bien delimitado. El único sismógrafo en Jamaica en ese momento quedó fuera de servicio por el terremoto. La ruptura pudo haber sido en una continuación hacia el este de la zona de falla de la costa sur, dentro del cinturón de Wagwater o en los Montes Azules. La mayor intensidad de fieltro se observó en áreas construidas sobre arenas y gravas no consolidadas. Al este de Kingston, a lo largo de Palisadoes, hubo golpes de arena y fallas superficiales asociadas con áreas de hundimiento e inundación.

### Tsunami
Después del terremoto, se observaron tsunamis a lo largo de gran parte de la costa norte de Jamaica en Hope Bay, Puerto Antonio, Orange Bay, Sheerness Bay, Saint Ann's Bay, Buff Bay, Port Maria y Annotto Bay; también hubo algunos informes de olas a lo largo de la costa sur. Se reportaron seiches en el puerto de Kingston. Se informó que el nivel del mar en Annotto Bay había descendido inicialmente más de 3 metros, ya que el mar se retiró una distancia de unos 80 metros, antes de volver a una altura de unos 2 metros por encima de lo normal, inundando las partes bajas de la ciudad.

## Secuelas
El Port Kingston, el único barco de pasajeros en el puerto de Kingston, se utilizó como hospital improvisado, con quirófanos improvisados en tres partes del barco y en el muelle contiguo. El Hospital Público de Kingston, a pesar de la pérdida de su suministro de agua, continuó funcionando durante la noche siguiente. Tres buques de guerra de la Marina de los Estados Unidos, los acorazados USS Indiana y USS Missouri y el destructor USS Whipple, desembarcaron hombres y suministros el 17 de enero, aunque el gobernador de Jamaica, Alexander Swettenham, rechazó una oferta de ocho cirujanos.